# Domaine de Priamoukhino
Le domaine de Priamoukhino (en russe : Прямухино) est un domaine situé dans la localité de Priamoukhino dans le raïon de Kouvchinovo de l'oblast de Tver, en Russie européenne. Il est inscrit la liste indicative du patrimoine mondial depuis février 2023. Le révolutionnaire Mikhaïl Bakounine y est né.

## Histoire
Jusqu'à la fin du XVIIIe siècle, le domaine appartenait aux Chichkov, avec la construction d'une église dans les années 1760. En 1779, le domaine  est acheté par Alexandre Bakounine et sa famille. La famille construit plusieurs bâtiments. En particulier, entre 1826 et 1836, le domaine dans sa forme actuelle est construit selon les plans de l'architecte Nikolaï Lvov, tels que l'église actuelle.
Aujourd'hui, le domaine est à l'abandon et a besoin d'être rénové, mis à part l'église qui est moins endommagée.

## Patrimonialité
L'édifice est classé dans la liste de l'héritage patrimonial de la Russie d'importance fédérale sous le no 691611296340006 depuis 1960. Le domaine fait partie du site intitulé « Centre-ville historique de Torjok et propriétés de campagne conçues par Nikolaï Lvov », inscrit par le gouvernement russe le 13 février 2023 sur la liste indicative du patrimoine mondial de l'Unesco,.